# SN 2010bf
SN 2010bf – supernowa typu Ic odkryta 24 lutego 2010 roku w galaktyce A104815+5724. W momencie odkrycia miała maksymalną jasność 20,20m.